# Lazare Kaptué
Lazare Kaptué, né en 1939 et mort le 12 avril 2021, est un professeur et directeur des établissements universitaires au Cameroun. Il a été actif comme virologue et a effectué des travaux de recherche sur le VIH au Cameroun.

## Biographie

### Enfance, éducation et débuts
Lazare Kaptué est né en 1939 à Mbanga.

### Carrière
Lazare Kaptué est ancien maire de Demdeng près de Bandjoun dans la région de l'ouest du Cameroun. Il devient professeur agrégé  en immunologie et hématologie en 1973. De 1984 à 1994, il est directeur de la santé puis inspecteur général au ministère de la santé publique.
Il contribue à la découverte d'une souche du VIH1. Il est l'auteur de plusieurs ouvrages et articles scientifiques. Il est expert auprès de l'organisation mondiale de la santé depuis 1987. 
En 1992, il a organisé la Conférence internationale sur le sida de Yaoundé et est devenu le président de l'antenne camerounaise de SidAlerte International. Il a été l'un des organisateurs de la lutte contre l'épidémie de sida au Cameroun, en lien avec les organisations internationales.
Il est l'un des membres fondateurs de l'université des montagnes de Bangangté dans l'ouest du Cameroun,,. 
Il a été dirigeant sportif et promoteur d'équipe de football. Il est propriétaire de clinique à Bastos Yaoundé au Cameroun.
Il prend sa retraite le 31 décembre 2004.
Il meurt le 12 avril 2021.